# 遠くへ行きたい (曲)
「遠くへ行きたい」（とおくへいきたい）は、永六輔作詞、中村八大作曲の日本の歌謡曲。

## 概要
1962年、NHK総合テレビの『夢であいましょう』の『今月の歌』(5月)として作られ、ジェリー藤尾が歌い、東芝レコード（東芝音楽工業、後：東芝EMI → EMIミュージック・ジャパン、現：ユニバーサル ミュージック ジャパン）からシングルレコード・JP-5133（モノラル）として6月に発売された。
1970年10月にスタートした旅番組『遠くへ行きたい』（読売テレビ・日本テレビ系）のテーマ曲としても使われている。デューク・エイセス、永六輔、小林旭、古谷一行、 益田宏美、オユンナ、石川さゆり、さだまさし、元ちとせ、森山良子、一青窈などが歌った。2010年1月から10月までは番組40周年イヤーとして月変わりで歴代のテーマ曲が順不同で流された（提供クレジット表示時の音楽は当時の最新版だった森山歌唱のもののインストを使用）。2014年4月からは歴代のオープニングテーマ曲を週替わりで使用しているほか、本編中にも流れることがある。
1975年以後は日本の中学生向け音楽教科書に、1983年以後は高校生向け音楽教科書に何度か掲載されている。
また、『永六輔の誰かとどこかで』（TBSラジオ）のオープニングテーマ曲でもあった（村岡実による尺八のインストゥルメンタル）。
2012年に放送されたサントリーフーズのなっちゃんのテレビCM内で松田翔太がこの曲の替え歌を口ずさむシーンがある。
赤塚不二夫の漫画「レッツラゴン」の登場人物の「トーフ屋ゲンちゃん」が「遠くへ行きたい」の替え歌として「どこかトーフへ行きたい」と歌っている。
TBSテレビ「あなたが聴きたい歌の4時間スペシャル」（2016年10月3日）にて、ジェリー藤尾が出演し、この楽曲を歌唱した。その歌唱前に、総合司会である安住紳一郎と対談した。安住が、ジェリー藤尾に45年以上歌い続けるこの楽曲について、今も歌う難しさを感じるか尋ねると「本当に難しい。この曲は、何回も歌い方変わってるんじゃないかな。あるいは意識して変えてると思う」と曲の奥深さについて語った。さらにジェリーは歌詞について「知らない海を　ながめていたい」という箇所を「ながめてみたい」と一時期歌っていたが、ある日この楽曲の作詞を手掛けた永六輔に「『みたい』じゃなくて、『いたい』なんだ」と指摘され、今はその通りに歌っていることを明かした。また、永に何か感想を言われたことがあるか聞かれるとジェリー藤尾は「ありません、褒められたこともない。あの人厳しいから」と永との思い出を振り返った。

## 収録曲
オリジナル盤
- Side A 遠くへ行きたい
- Side B インディアン・ツイスト

この楽曲は、ジェリーが出演した映画『若い季節』（1962年東宝、古澤憲吾監督）で劇中歌として使用され、のちにコサキンソングに認定されている。その後、「インディアン・ツイスト」がJP-5237のA面曲『ヤング・セブン（若い虹）』（東芝ラジオ「ヤング・セブン」CMソング）に差し替えられ、疑似ステレオ効果が付加されTP-1216として再発売、このフォーマット（但し、ジャケットは1970年代に変更され、1976年以降はTP-10062に規格番号が変更された）が1980年代まで長年に亙りカタログに残っていた。
1970年代再発盤
- Side A 遠くへ行きたい
- Side B ヤング・セブン（若い虹）

1979年再発盤
- Side A '79 遠くへ行きたい
- Side B 憧憬

## カバーしたアーティスト
遠くへ行きたい
- 番組でのカバーについては、「遠くへ行きたい (テレビ番組)#テーマ曲」を参照。
- エンリコ・マシアス - 「Ma dernière chance（私の最後のチャンス）」（1963年）としてフランス語でカバー（フランス語詞：Robert Chabrier, Enrico Macias）。
- デューク・エイセス - 番組『遠くへ行きたい』開始前に、アルバム『おさななじみ デュークの歌うヒット歌謡集』（1964年）他に収録。
- アイ・ジョージ - シングル『遠くへ行きたい/なみだを拭こう』（1971年）に収録。
- 尾崎紀世彦 - アルバム『尾崎紀世彦セカンド・アルバム』（1971年）他に収録。
- 谷隼人 - シングル『遠くへ行きたい/五木の子守唄』（1971年）に収録。
- 藤圭子 - カバーアルバム『遠くへ行きたい 演歌の旅』（1972年）に収録。
- グラシェラ・スサーナ - カバーアルバム『アドロ・サバの女王』（1973年）に収録。
- 渥美清 - シングル『いつかはきっと』（1974年）他 に収録。
- 渡辺秀吉 - アルバム『ぼくはもう一度恋をする』（1974年）に収録。
- 上條恒彦 - アルバム『遠くへ行きたい』（1974年）に収録。
- 倉田保昭 - アルバム『こぼれ花』（1975年）に収録。
- 倍賞千恵子 - アルバム『にっぽんの歌 第一抄』（1976年）他 に収録。
- 石原裕次郎 - カバーアルバム『ヒット歌謡ベスト30 石原裕次郎』（1976年）に収録。
- ちあきなおみ - カバーアルバム『すたんだーど・なんばー』（1991年）に収録。
- さとう宗幸 - アルバム『青葉城恋唄』（1994年）に収録。
- ブラザース・フォア -　ライブCD『The Tokyo Tapes』（1996年）に収録。日本語での歌唱。
- 由紀さおり・安田祥子 - アルバム『歌・うた・唄 Vol.2 〜スタンダード日本3』（1997年）他 に収録。
- さだまさし - アルバム『さだまさし 永六輔・中村八大を歌う』（2001年）に収録。
- 香西かおり - アルバム『綴織百景VOL.8 のすたるじい』（2001年）に収録。
- 坂本美雨 - アルバム『Harmonious』（2006年）に収録。
- 八反安未果 - アルバム『忘れないわ』（2007年）に収録。
- Chage - シングル「TOKYO MOON」（2011年）カップリング収録。
- 比嘉栄昇 - アルバム『えいしょうか その二』（2014年）に収録。
- 髙橋真梨子 - カバーアルバム『ClaChic -クラシック-』（2015年）に収録。
- 島津亜矢 - カバーアルバム『SINGER 3』（2015年）に収録。
- 吉幾三 - カバーアルバム『あの頃の青春を詩う vol.3』（2016年）に収録。
- Baby Boo - アルバム『花が咲く日は』（2019年）に収録。
- ザ♂ベルカント5シンガーズ - カバーアルバム『懐かしの昭和歌謡名曲集1～あの時君は若かった～』（2019年）に収録。
- 柴田淳 - カバーアルバム『おはこ』（2019年）に収録。
- 三山ひろし - カバーアルバム『歌い継ぐ!日本の流行歌』（2020年）に収録。
- 森山直太朗 - 2021年に配信。
- 桑田佳祐 - 『桑田佳祐のやさしい夜遊び』（TOKYO FM）2003年10月4日放送分[2]、2024年6月15日放送分で歌唱[3]。